# Gare de Haining-Ouest
La gare de Haining-Ouest (chinois : 海宁西站) est une gare ferroviaire chinoise de la LGV Shanghai - Hangzhou, située à l'ouest de la ville-district de Haining, sous la juridiction de la ville-préfecture de Jiaxing, dans la province de Zhejiang.

## Situation ferroviaire
Établie à 11 mètres d'altitude, la gare de Haining-Ouest est située au point kilométrique (PK) 112 de la LGV Shanghai - Hangzhou, entre les gares de Tongxiang et de Yuhang.